# 894

## Догађаји
- Википедија:Непознат датум — Владавина династије Абасида у Багдаду.

- Византијско-бугарски рат: Стилијан Заукес, водећи министар и базилеопатор, убеђује цара Лава VI (Мудрог) да премести бугарску тржницу из Цариграда у Солун. То утиче на комерцијални значај бугарске трговине. Симеон I, владар (кан) бугарског царства, мобилише своје бугарске снаге и упада на византијску територију, пустошећи села.
- Пролеће – Корушки краљ Арнулф напада Италију на челу експедиционе војске Источне Франачке, придружујући се свргнутом краљу Беренгару I у Верони. Осваја Брешу после малог отпора, а после једномесечне опсаде осваја Бергамо. Градови Милано и Павија отварају своја врата Арнулфу. Цар Гај III бежи из Павије, да би се сакрио у планинама Сполето (Умбрија).
- Март – Арнулф од Корушке наставља до Пјаћенце, а одатле напада централну Италију. После успешне кампање, он отказује инвазију и враћа се у Павију - вероватно зато што је војвода Рудолф I од Бургундије претио да ће напасти Лорену. Арнулф је сам прогласио краља Италије у Павији, остављајући Беренгара I као свог вицерегента у Италији.
- Арнулф од Корушке се враћа у Немачку преко Алпа, узнемирен од стране милиција које су послали Рудолф I од Бургундије и маркгроф Анскар I од Ивреје. Само уз много потешкоћа Арнулф успева да своју војску доведе кроз долину Аосте и преко Сент Морица се врати назад у Немачку. Гај III долази са Апенина и поново заузима италијанско краљевство.
- Децембар – Гај III умире после 4-годишње владавине, а наследио га је његов 14-годишњи син Ламберт, који је већ повезан као су-император од 892. На молбу надбискупа Фулка од Ремса, папа Формоз се помирио са младим царем. Ламберт креће из Сполета у Павију, где је проглашен и крунисан Гвозденом круном Ломбардије.
- Сватоплук I, владар (кнез) Велике Моравије, умире после 34-годишње владавине, у којој је ујединио словенска племена у своје краљевство. Наслеђује га најстарији син Мојмир II. Кнежевина Нитра (данашња Словачка) дата је као апанажа његовом брату Сватоплуку II.
- Арпад, шеф конфедерације угарских племена, долази до споразума са кнезом Великомораваца, Сватоплуком II, да мађарска и моравска војска заједно протерају Источне Франке из Паноније.
- Српски кнез Петар Гојниковић побеђује свог одметнутог рођака Брана Мутимировића; он бива заробљен и ослепљен (према византијској традицији која је значила да дисквалификује особу да преузме престо).
- Викинзи у Нортамбрији и Источној Англији заклињу се на верност и предају таоце краљу Алфреду Великом, али одмах прекидају примирје нападом на југозапад Енглеске. Викиншке снаге се враћају из Ексетера и плове дуж обале, у покушају да опљачкају Чичестер. Поражени су од саксонског гарнизона, изгубивши много бродова и људи.
- Потресни савез краља Анаравда од Гвинеда са Викинзима се распада. Његово краљевство опустоше Нордијци. Анаравд је приморан да затражи помоћ од Алфреда Великог и покорава се његовом господарству. Алфред намеће опресивне услове и форсира Анаравдову потврду у хришћанској цркви, са Алфредом као 'кумом'.
- Јесен – Битка код Бенфлита: Данске викиншке снаге повлаче се у Есекс, након што им је Алфред Велики ускратио храну (видети 893). Они вуку своје дуге бродове уз Темзу и у Лију, учвршћујући се у Бенфлиту.
- Јапански цар Уда наређује да се прекину трговински односи са Кином.